# Bolinus cornutus
Bolinus cornutus is een  zeeslakk uit de familie Muricidae.
De soort komt vooral voor in ondiepe wateren langs de westkust van Afrika. De schelp van de slak is knotsvormig, opvallend groot, en doorgaans bleekbruin van kleur. De Bolinus cornutus is een carnivoor. De schelp heeft ook vele puntige uitsteeksels en is erg dik. De schelp kan maximaal 200 millimeter lang worden.
Bolinus cornutus is een van de slakken uit de familie Muricidae waaruit een paarse kleurstof, vaak purper genoemd, kan worden gewonnen. De cornutus wordt echter minder vaak gebruikt voor dit doel dan bijvoorbeeld de Brandhoren. Deze kleurstof wordt door de slak doorgaans afgescheiden als verdedigingsmechanisme en als hulp bij het jagen.